# Arco di trionfo (film 1948)
Arco di trionfo (Arch of Triumph) è un film del 1948 diretto da Lewis Milestone, tratto dal romanzo omonimo di Erich Maria Remarque.

## Trama
Tra la moltitudine di rifugiati che a Parigi cercano di sfuggire alla deportazione nazista della seconda guerra mondiale vi è pure il dottor Ravic, che sotto falso nome pratica illegalmente l'attività di medico. Salva una ragazza di nome Joan dal tentato suicidio dopo la morte improvvisa del suo uomo. S'innamorano, ma lui viene deportato in un campo di concentramento e lei diventa l'amante di un uomo benestante che può offrirle una vita lussuosa. Il dottore riesce però a tornare, ma per il loro amore ormai è troppo tardi.

## Produzione
Il film fu prodotto dall'Arch of Triumph Inc. e Enterprise Productions.

## Distribuzione
Distribuito dalla United Artists, uscì nelle sale cinematografiche statunitensi nel marzo 1948 dopo una prima tenuta a Miami Beach, in Florida il 17 febbraio. In Italia uscì nel dicembre dello stesso anno.

## Critica
(Mario Gromo su La Stampa del 24 dicembre 1948)